# 望京西駅
座標: 北緯40度00分05秒 東経116度27分20秒 / 北緯40.001461度 東経116.455553度

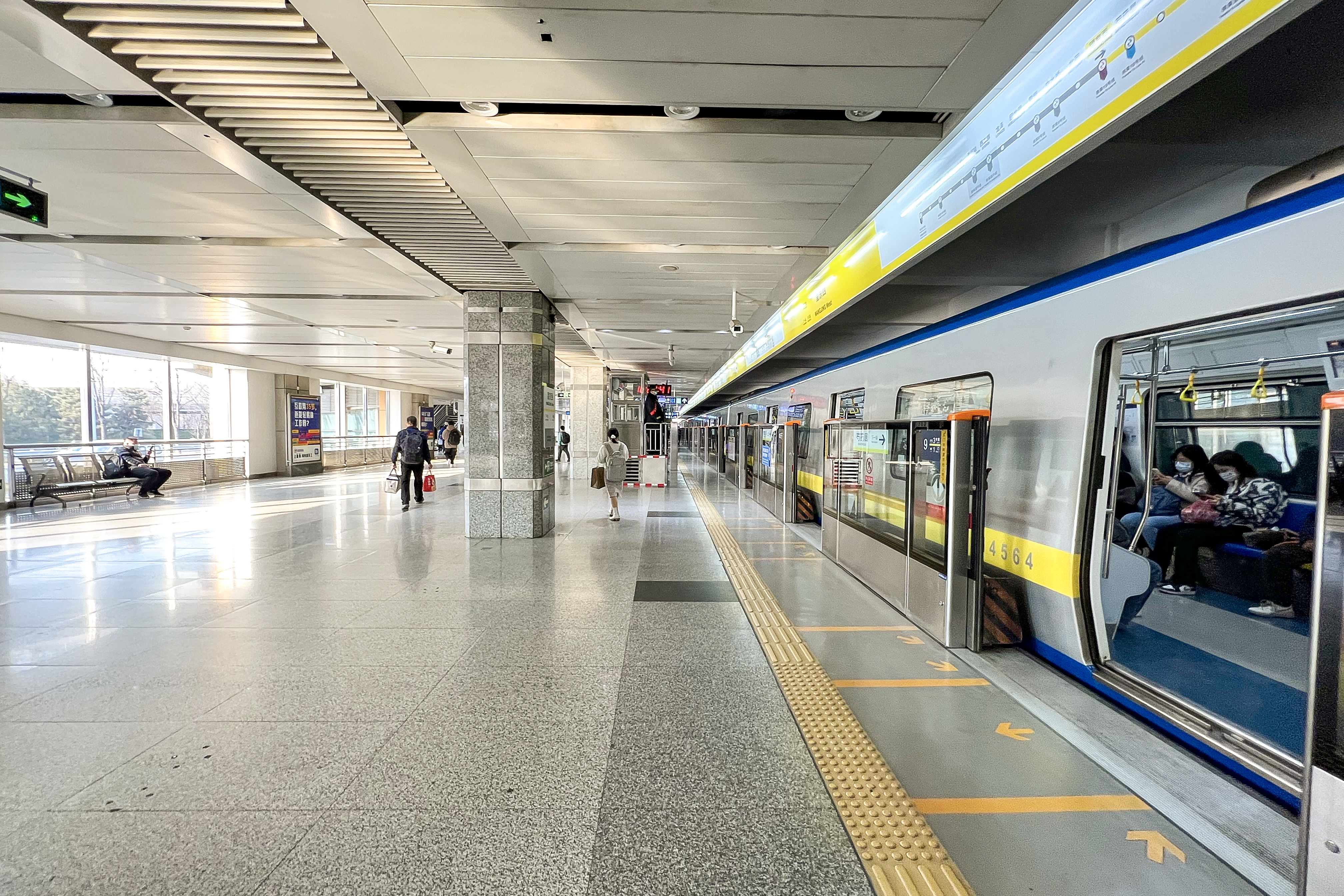
13号線の駅ホーム

望京西駅（ぼうけいにしえき）は中華人民共和国北京市朝陽区に位置する北京地下鉄13号線と15号線の駅。駅番号は13号線が(1312)。

## 駅構造

### 13号線
島式ホーム2面4線の高架駅であるが、内側2線のみ使用されている。外側2線は使用されず、線路すら敷かれていないため、実質は相対式ホームとなっている。この外側2線は北京首都国際空港を結ぶ13号線支線が開通した時に使用される予定だったが、13号線支線の建設を中止し、首都機場線を建設したため、使用されることがなくなった。出口は4箇所ある。
| 13号線のりば | 未使用             |
| 13号線のりば | 島式ホーム         |
| 13号線のりば | ←13号線 西直門方面 |
| 13号線のりば | 13号線 東直門方面→ |
| 13号線のりば | 島式ホーム         |
| 13号線のりば | 未使用             |

### 15号線
島式ホーム1面2線を有する地下駅。ホームドア完備。
| 15号線のりば | ←15号線 清華東路西口方面 |
| 15号線のりば | 島式ホーム               |
| 15号線のりば | 15号線 後沙峪・俸伯方面→ |

## 駅周辺
開発中である。

## 歴史
- 2003年1月28日 - 13号線開業。
- 2010年12月30日 - 15号線開業。乗換駅となる。

## 隣の駅
北京地下鉄
■13号線
北苑駅 (1311) - 望京西駅 1312) - 芍薬居駅 (1313)
■15号線
関荘駅 - 望京西駅  - 望京駅